# AKT1
AKT1, do inglês V-akt murine thymoma viral oncogene homolog 1, é uma enzima que em humanos é codificada pelo gene AKT1.
A proteína quinase serina/treonina codificada pelo gene AKT1 está cataliticamente inactiva em fibroblastos privados de soro e em fibroblastos imortalizados. AKT1 e o ATK2 são activados por factores de crescimento derivados de plaquetas. A activação é rápida e específica, não sendo anulada por mutações no domínio de homologia a plecstrina da AKT1. Foi demonstrado que a activação ocorre através do fosfoinositol 3-quinase.
No sistema nervoso em desenvolvimento, o AKT é um mediador crítico da sobrevivência neuronal induzida por factores de crescimento. Os factores de crescimento podem suprimir a apoptose de uma maneira independente de transcrição, por activação da quinase serina/treonina AKT1, que depois fosforila e inactiva componentes da apoptose.
Múltiplos variantes de transcriptos, que sofreram splicing alternativo, foram encontrados para este gene.
Ratos que não possuem AKT1 mostram uma redução em 25% da massa corporal, indicando que este gene é fundamental para que os sinais dos factores de crescimento sejam transmitidos, mais provavelmente através do receptor IGF1. Os ratos que não possuem AKT1 são também resistentes ao cancro: apresentam atrasos consideráveis no crescimento de tumores iniciados, por exemplo pelo oncogene NEU.

## Interações
AKT1 mostrou interação com Phosphoinositide-dependent kinase-1, Keratin 10, Integrin-linked kinase, TSC2, GAB2, TRIB3, NPM1, BRCA1, BRAF, C-Raf, MAPK14, MARK2, MAP2K4, MTCP1, TCL1A, Nerve Growth factor IB, MAPKAPK2, PRKCQ, Androgen receptor, Heat shock protein 90kDa alpha (cytosolic), member A1, Plexin A1, MAP3K11, TSC1, MAP3K8, Mammalian target of rapamycin, PKN2, AKTIP, YWHAZ, CHUK e CDKN1B.